# Conus eugrammatus
Conus eugrammatus е вид охлюв от семейство Conidae. Видът не е застрашен от изчезване.

## Разпространение и местообитание
Разпространен е в Австралия (Куинсланд), Мадагаскар, Провинции в КНР, САЩ (Хавайски острови), Тайван, Филипини, Южна Африка (Квазулу-Натал) и Япония.
Обитава пясъчните дъна на океани и морета. Среща се на дълбочина от 84 до 383 m, при температура на водата от 11,4 до 19,7 °C и соленост 34,4 – 35 ‰.